# چیگاچیتسه
چیگاچیتسه (به لهستانی:  Cigacice) یک روستا در لهستان است که در گمینا سولخوو واقع شده‌است. چیگاچیتسه ۷۵۰ نفر جمعیت دارد.